# Geezer Butler
Geezer Butler (Birmingham, 1949. július 17. –) angol zenész, basszusgitáros. Alapító tagja az angol Black Sabbath zenekarnak.

## Pályafutása
Első zenekara a Rare Red nevet viselte. Itt énekelt Ozzy Osbourne is, aki szintén alapító tagja a brit heavy metal legendának. Tony Iommi és Bill Ward abban az időben a Mithology és a Cumbria zenekarok tagjai voltak, de amikor valami új dologra vágytak, létrehoztak egy közös zenekart, amely eredetileg blues zenét játszott, ám végül a világ legelső heavy metál zenekara lettek.
Bemutatkozó albumuk, a Black Sabbath, igazán átütő siker lett. Butler volt a zenekar első számú szövegírója. Ozzy azt mondta egy interjúban, hogy Butler írta a Black Sabbath dalok 90%-át, azonban túl szerény ahhoz, hogy ezt valaha is elismerje. Olyan dalok fűződnek a nevéhez, mint a "Black Sabbath", az "N.I.B.", az "After Forever", a "Hand of Doom", az "Into the void" és a "Sleeping village".
Ugyan Butler többször is kilépett a zenekarból, majd visszatért, ám 1994-ben végképp megvált a zenekartól. Oka az volt, hogy Iommi a Sabbath karrierje során megismert irányvonalakat akarta továbbvinni, de Butler az igazi kemény zenét akarta játszani. Ezután az egykori Sabbath énekes, Ozzy Osbourne Ozzmosis albumán játszott. A turnék után azonban Butler továbbállt az Ozzmosis dobszólamait feljátszó Dean Castronov társaságában.
Butler nem sokkal később visszatért Birminghamba, ahol régi cimborájával, Pedro Howse-al karöltve hozott össze egy együttest, amelynek a Fear Factory énekese, Burton C. Bell lett az énekese. 1995 első negyedére már a boltokba került a Plastic Planet. Az albumot jól fogadták, ám az énekes visszatért saját zenekarához. A Black Science című második G//Z/R albumot és a 2005-ös Ohmwork címűt is Clark Brown énekelte fel.
Butler 2006-ban csatlakozott Tony Iommihoz és Ronnie James Diohoz, hogy Heaven and Hell néven újjáalakítsák a Dio-korszakos Black Sabbathot.
2009-ben Ronnie James Dio nál gyomorrákot diagnosztizáltak, így le kellett mondani következő turnéjukat, 2010-ben Ronnie James Dio halálával feloszlott a Heaven And Hell. 
Később a Black Sabbath újraegyesült – bár Geezer nem sok esélyt látott az újraegyesülésre – és 2013-ban megjelent a Black Sabbath utolsó albuma 13 néven.

## Önéletírása magyarul
- Into the void. Bölcsőtől a Black Sabbathig és bőven tovább; ford. Bus András; Helikon, Budapest, 2024

## Külső hivatkozások
- passzio.hu – Geezer Butler életrajz